# 药品价格竞争与专利期补偿法案
药品价格竞争与专利期补偿法案（英語：Drug Price Competition and Patent Term Restoration Act），又称为哈奇－韦克斯曼法案（Hatch-Waxman Act），是一部于1984年颁布的美国联邦法案。该法案旨在鼓励學名药的研制，并建立了美国政府监管學名药的现代体系。法案由时任加州联邦众议员亨利·韦克斯曼与犹他州联邦参议员奧林·哈奇联合提出。
哈奇－韦克斯曼法案在鼓励學名药研制的同时也保护了研发新药的原研药厂商，使得利益各方能够达成共识。在保护新药研发方面，法案规定美国食品药品监督管理局（FDA）会给予含新化学实体的新药五年的数据独占保护。此外，对于新药审批过程中耽搁的时间，原研药厂商得以获得相应的专利保护期补偿。
而在支持學名药研发方面，學名药厂商在向FDA提出简化新药申请（ANDA）时，无需再进行药物安全性、有效性等研究，而仅需提供生物有效性的试验结果。另外，在學名药厂商准备ANDA期间，法案还给予其专利侵权的豁免，使专利到期之前學名药厂商便可开始學名药的研制，保证在药物专利期届满后仿制药得以及时上市。